# أولاد ميمون 2 (براشوة)
أولاد ميمون 2 هي إحدى مشيخات المملكة المغربية، تتبع جغرافيا لإقليم الخميسات وإداريًا لبراشوة. يقدر عدد سكانها بـ 2779 نسمة حسب الإحصاء الرسمي للسكان والسكنى لسنة 2004.